# Pavel Kubaník
Pavel Kubaník je český jazykovědec se zaměřením na romštinu. Vystudoval romistiku na Filozofické fakultě Univerzity Karlovy a je pracovníkem Ústavu etnologie a středoevropských a balkánských studií na této fakultě. Vyučuje romštinu a zabývá se romskou problematikou. Je šéfredaktorem (spolu s Helenou Sadílkovou) časopisu romistických studií Romano džaniben a překladatelem z romštiny.
Byl rovněž jedním ze spoluzakladatelů divadelního souboru Prvobytně pospolná společnost, který působil v letech 2003–2008.

## Dílo (výběr)
- Kubaník P.: Škádlení dětí v romské osadě. In Kesselová J., Ološtiak M., Imrichová M.: Registre jazyka a jazykovedy (II). Na počesť Daniely Slančovej. Prešov, Filozofická fakulta Prešovskej univerzity v Prešove, 2014, s. • p. 110-115. ISBN 978-80-555-1160-3.
- Kubaník P.: Hra na knížky. Poznámky k akvizici slovenštiny v Gavu. In Podolinská T., Hrustič T.: Čierno-biele svety. Rómovia v majoritnej spoločnosti na Slovensku. Bratislava, Veda, 2015, s. • p. 374-397. ISBN 978-80-224-1413-5.
- Jazyková směna v pražské romské rodině. In Mušinka A., Bernasovský I.: Rómovia – rodina – príbuzenstvo. Interdisciplinárny pohľad. Zborník príspevkov z medzinárodnej vedeckej konferencie. Časť II. Prešov, Vydavatelstvo Prešovskej Univerzity, 2020, s. • p. 53-62. ISBN 978-80-555-2590-7.
- Paramisa. Pohádky a příběhy romských vypravěčů z bývalého Československa. Praha, Argo, 2023. ISBN 978-80-257-4233-4.